# スティーブ・ジャブロンスキー
スティーヴ・ヤブロンスキー（Steve Jablonsky、1970年10月9日 - ）はアメリカ合衆国の作曲家。映画音楽、ゲーム・ミュージックの作曲を中心に手がける。

## 略歴
カリフォルニア大学バークレー校の音楽研究課で学位を習得した後、ハンス・ジマー率いる作曲家グループ『リモートコントロール・プロダクション』に所属し、ハンス・ジマーやハリー・グレッグソン＝ウィリアムズと共に仕事をしてキャリアを築いてゆく。基本的に映画音楽を担当することが多いが、シボレー、コカ・コーラ、アメリカ陸軍、マルボロなどのテレビコマーシャルも手がけている。
最近では『Gears of War 2』のようなビデオゲーム作品の音楽も担当しており、日本においては『スチームボーイ』のスコアを担当したことでも知られる。
日本語ではたびたびスティーブン・ジャブロンスキー、スティーブ・ヤブロンスキー等とも表記される。

## ディスコグラフィ

### 映画
- ティアーズ・オブ・ザ・サン Tears of the Sun（2003）
- テキサス・チェーンソー The Texas Chainsaw Massacre（2003）
- スチームボーイ Steamboy（2004）
- アイランド The Island（2005）
- 悪魔の棲む家 The Amityville Horror（2005）
- テキサス・チェーンソー ビギニング The Texas Chainsaw Massacre: The Beginning（2006）
- トランスフォーマー Transformers（2007）
- D-WARS ディー・ウォーズ D-War（2007）
- ヒッチャー The Hitcher（2007）
- 13日の金曜日 Friday the 13th（2009）
- トランスフォーマー/リベンジ Transformers: Revenge of the Fallen（2009）
- エルム街の悪夢 A Nightmare on Elm Street（2010）
- ロード・オブ・クエスト ドラゴンとユニコーンの剣 Your Highness（2011）
- トランスフォーマー/ダークサイド・ムーン Transformers: Dark of the Moon（2011）
- バトルシップ Battleship（2012）
- L.A. ギャング ストーリー Gangster Squad（2013）
- エンダーのゲーム Ender's Game（2013）
- ローン・サバイバー Lone Survivor（2013）
- トランスフォーマー/ロストエイジ Transformers: Age of Extinction（2014）
- バーニング・オーシャン Deepwater Horizon（2016）
- すばらしき映画音楽たち（2017、ドキュメンタリー映画） - 出演
- ゲームオーバー! Game Over, Man!（2018）
- スカイスクレイパー Skyscraper（2018）
- スペンサー・コンフィデンシャル Spenser Confidential（2020）
- ブラッドショット Bloodshot（2020）
- レッド・ノーティス Red Notice (2021)
- DC がんばれ!スーパーペット DC League of Super-Pets (2022)
- ガーディアンと魔法の虎 The Tiger's Apprentice (2024)
- ボーダーランズ Borderlands (2024)

### ビデオゲーム
- メタルギアソリッド2 Metal Gear Solid 2（2001） - ハリー・グレッグソン＝ウィリアムズとの共同。クレジット無し。
- 命令と征服3：ティベリウムの戦
- 命令と征服3：ケインの怒り
- Gears of War 2（2008）
- ザ・シムズ3 The Sims 3（2009）
- トランスフォーマー ウォー・フォー・サイバトロン Transformers: War for Cybertron（2010）
- Gears of War 3（2011）

## そのほか
- スティーヴが目標とする作曲家はエンリコ・モリコーネで、アンタッチャブルの音楽が好きだという[2]。
- 彼が『アイランド』で書いた合唱曲 "My Name is Lincoln" は、数多くの映画の予告編でエピックとしても使用されている。